# SET-7
Die SET-7 war ein rumänisches Mehrzweckflugzeug der 1930er Jahre. Von der Societatea Pentru Exploatări Tehnice anfangs als reines Schulflugzeug entwickelt und gebaut, wurden spätere Ausführungen als Verbindungsflugzeuge, leichte Bomber und bewaffnete Aufklärer von den rumänischen Luftstreitkräften bis in den Zweiten Weltkrieg hinein eingesetzt.

## Entwicklung
Die SET-7 wurde 1930 von der Konstrukteursgruppe Ștefan Protopopescu, Grigore Zamfirescu und Dumitru Baziliu als konventioneller Doppeldecker für die Anfängerschulung entworfen und anfangs mit einem Jaguar-Triebwerk mit 365 PS ausgerüstet, das eine Höchstgeschwindigkeit von 240 km/h ermöglichte. Ein Exemplar erhielt 1931 ein Schwimmwerk und wurde mit einer Dreiblattluftschraube auf der Seefliegerstation Mamaia auf eine maritime Verwendung hin getestet, aber nicht für geeignet befunden. Einige Flugzeuge wurden an den Fliegerschulen für die Ausbildung von Beobachtern mit Funkgeräten und Luftbildkameras ausgerüstet. Daraus resultierende Überlegungen führten 1934 zu der mit stärkerem Antrieb ausgestatteten Aufklärungsvariante SET-7K mit einem von IAR in Lizenz hergestellten Gnome-Rhône-Motor mit 420 PS und NACA-Haube. Außerdem erhielt sie im Gegensatz zur hölzernen Grundausführung ein Rumpfgerüst aus Metall. Neben der Funk- und Kameraausrüstung erhielt die SET-7K als Bewaffnung ein starres, nach vorn durch den Propellerkreis feuerndes, synchronisiertes Maschinengewehr für den Flugzeugführer und ein bewegliches für den Beobachter auf einer Drehringlafette. Zum Mitführen leichter Bomben wurden unter den Tragflächen zwei Außenlaststationen vom Typ IAR Barbieri für maximal 144 kg installiert.
Durch den Einbau einer leistungsgesteigerten Version des Gnome-Rhône-Sternmotors entstand 1935 die SET-7KB, der 1939 die noch stärker motorisierte SET-7KD mit bis zu 300 kg Bombenlast und verbesserter Ausrüstung folgte. Die Reichweite war von 400 km bei der Grundausführung auf 580 km gesteigert worden. Allein von den K-Ausführungen wurden etwa 100 Exemplare produziert. Zwar wurde die SET-7 nach und nach durch die ab 1940 eingeführte IAR-39 ersetzt, doch wurden die letzten Flugzeuge der K-Serien erst 1944 aus dem Kriegseinsatz gezogen.

## Aufbau
Die SET-7 ist ein in Gemischtbauweise konstruierter Doppeldecker mit einem Rumpf mit ovalem Querschnitt, gebildet aus einem viereckigen Fachwerkgerüst aus Holz (SET-7) oder Metall (SET-7K) mit Blechbeplankung im Triebwerksbereich und Stoffbespannung im Übrigen. Das einstielige, verspannte Tragwerk besteht aus dem dreiteiligen Oberflügel mit breitem Baldachin und den am Rumpf angeschlagenen, zweiteiligen unteren Tragflächen. Wie der Rumpf besteht das stoffbespannte Gerüst je nach Version aus Holz oder Metall. Sowohl Ober- als auch Unterflügel verfügen über Querruder, die auf jeder Seite mit Stoßstangen untereinander verbunden sind. Das Leitwerk ist normal mit gerundeter Seitenflosse ausgeführt, wobei das Seitenruder ausgeglichen ist und die Höhenflosse auf jeder Unterseite mit einem I-Stiel am Rumpf abgestützt wird. Das Hauptfahrwerk ist starr und besitzt keine durchgehende Achse. Am Heck befindet sich ein Schleifsporn.

## Technische Daten

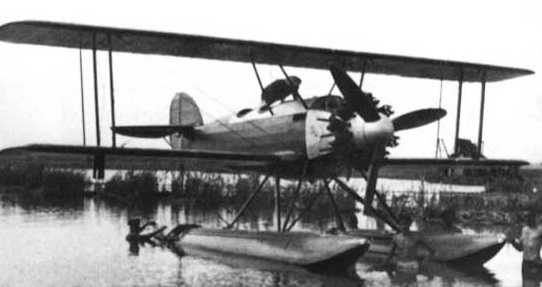
Schwimmerausführung der SET-7 mit Dreiblattluftschraube

| Kenngröße              | Daten (SET-7K)                                                                |
| ---------------------- | ----------------------------------------------------------------------------- |
| Besatzung              | 2                                                                             |
| Länge                  | 7,15 m                                                                        |
| Spannweite             | 9,8 m (oben) 9,5 m (unten)                                                    |
| Flügelfläche           | 26,6 m²                                                                       |
| Flächenbelastung       | 62,4 kg/m²                                                                    |
| Leistungsbelastung     | 3,8 kg/PS                                                                     |
| Flächenleistung        | 16,8 PS/m²                                                                    |
| Startmasse             | 1650 kg                                                                       |
| Antrieb                | ein luftgekühlter Siebenzylinder-Sternmotor Gnome-Rhône 7Kse (Lizenz IAR K-7) |
| Leistung               | 440 PS (324 kW) in 1050 m                                                     |
| Höchstgeschwindigkeit  | 255 km/h                                                                      |
| Mindestgeschwindigkeit | 91 km/h                                                                       |
| Steigzeit              | 13,5 min auf 4000 m Höhe                                                      |
| Gipfelhöhe             | 7150 m                                                                        |
| Bewaffnung             | zwei 7,7-mm-MG                                                                |